# 亞伯冷
亞伯冷（魯凱語：Yabelenge），是台灣魯凱族好茶部落傳統信仰中的一位天神（職責不明），祂在饑荒的時候賜給族人種子拯救了部落。

## 傳說
神話中，舊好茶部落曾經糧食歉收，導致族人挨餓度日，亞伯冷此時將穀物的種子交給卡拉伊朗（Kadrangilan）家，吩咐他們將種子播種之後，將收成平分給部落裡的大家，族人因此度過了飢荒，而卡拉伊朗家也被推舉為頭目，每年收成都要繳交一部份的納貢給他們，作為對亞伯冷的感謝並祈求更多的糧食。

## 習俗
- 傳統好茶部落的社會中，平民階級每年都要向卡拉伊朗家交繳使用田的田租（badulo）和使用獵場的「獵租」（swalupu），亞伯冷的傳說很有可能是當時魯凱族社會中用來認可並合理化土地使用權的不平等與階級關係。
- 此外，亞伯冷也被認為會教導族人生活作息，並派占卜鳥傳達自己的旨意，族人耕作前必須進行鳥占，如果結果不祥，就必須放棄那塊田或是停止耕作，如果不聽，很有可能會遭受厄運。
- 在某些說法中，亞伯冷也被視為一種精靈，需要在打獵前或農耕前向祂們祈禱以求豐收[1]。